# Base aérienne de Chabelley
L'aérodrome de Chabelley (Chabelley Airfield), code IATA : CBA • code OACI : HDCH, situé à côté du village du même nom à 10 km au sud-ouest de l’aéroport de Djibouti, est un aérodrome militaire des forces françaises à Djibouti, utilisé comme piste de dégagement et aérodrome de secours.
À la suite du crash d'au moins cinq drones américains MQ-1 Predator depuis 2011. Depuis 2013, il sert de base à des drones de l'armée de l'air américaine, en remplacement du Camp Lemonnier.
Les travaux ont été effectués par la firme américaine KBR. L'infrastructure comprend, au minimum:
- trois MQ-1 Predator
- deux MQ-9 Reaper
- sept hangars destinés à l'accueil d'engins de ce type.

## Situation
| \| 100 km1:5 610 000 \|Djibouti · Ambouli Ali-Sabieh Assa-Gueyla Chabelley Dikhil Herkale Moucha Obock Tadjoura |
| 100 km1:5 610 000                                                                                               |